# Buurttuin Oosterpoort
Buurttuin Oosterpoort je ekologický městský park ve městě Groningen.
Zahrada s rozlohou téměř 2000 m² je veřejně přístupná, a nachází se ve dvoře za Mauritsstraat v Oosterpoortwijk. Zahrada vznikla v roce 1999 z iniciativy Petera Bulka a zahradního architekta Gera Roosjena ve spolupráci s magistrátem města Groningen.
Zahrada se vyznačuje pozoruhodně rozmanitou vegetací. K dispozici je také řada živočišných druhů, včetně několika druhů motýlů. Na místě byl dříve umístěn Městský bytový úřad. Stále viditelné jsou ruiny budovy, které jsou pokryté břečťanem, slézovými růžemi a komulemi. Součástí zahrady je vysoká zřícenina, porostlá břečťanem. V místě je také květinová louka, hřiště a proutěný vigvam. Jádrem zahrady je stará zahrada ve vnitřním dvoře bývalého bytového družstva, který se skládá z poměrně vlhkých rašelinových záhonů.